# Каварасакі Чодзюро
Чодзю́ро Кавараса́кі, іноді — Каварадзакі (яп. 河原崎長十郎, Kawarasaki Chôjûrô, справжнє ім'я — Тороносу́ке Кавараса́кі (яп. 河原崎虎之助)); 13 грудня 1902 — 22 вересня 1981) — японський актор театру та кіно.

## Біографія
Чодзюро Каварасакі (Тороносуке Каварасакі) народився 13 грудня 1902 року. З дитячих років виступав на сцені театру Кабукі. У 1930 році організував і очолив прогресивний театр «Дзенсіндза» (яп. 前進座) в Токіо. З початку 1930-х почав зніматися в кіно. Найкращі образи створив у фільмах режисера Садао Наманаки, що «відкрив» для кінематографа акторів театру «Дзенсіндза». Каварасакі грав роль волоцюги Івакіті у фільмі Наманаки «Вулиця татуйованих» (1935); створив глибоко трагічний образ збіднілого роніна (бродячого самурая) Матадзюро у фільму «Паперова куля людських почуттів» (1937).
Характери персонажів фільмів, створювані Каварасакою, відрізнялися від традиційних героїв більшості японських історичних фільмів своєю глибиною. У 1944 році Каварасакі знявся в головній ролі у фільмі Кендзі Мідзогуті «Мусасі Міямото», заснованому на житті легендарного героя і святого, який послужив джерелом натхнення для безлічі фільмів в усі періоди історії японського кінематографу.
Чодзюро Каварасакі був членом Комуністичної партії Японії, брав участь у страйковій боротьбі працівників кінокомпанії «Toho». Працював у незалежних кінокомпаніях.
Серед інших помітних робіт Каварасакі в кіно — роль Сюдзо Морі у фільмі Тадасі Імаї «А все-таки ми живемо!» (1951) та роль будівельника каналу Томоно Йоемона у фільмі «Буря в горах Хаконе» реж. Сацуо Ямамото (1952).
Чодзюро Каварасакі є батьком японського актора Дзіро Каварасакі (нар. 18 грудня 1941).

## Фільмографія
| Рік  | Фільм                                  | Оригінальна назва                                | Роль                    |
| ---- | -------------------------------------- | ------------------------------------------------ | ----------------------- |
| 1936 | Вулиця татуйованих                     | 街の入墨者                                       | Івакіті                 |
| 1936 | Сосюн Котіяма                          | Kôchiyama Sôshun                                 | Кочіяма Сошун           |
| 1937 |                                        | Sengoku gunto-den — Dai ichibu Toraokami         |                         |
| 1937 |                                        | Sengoku gunto-den — Dai nibu Akatsuki no zenshin |                         |
| 1937 | Паперова куля людських почуттів        | Ninjô kami fûsen                                 | Матадзюро Унно, самурай |
| 1939 |                                        | Sono zenya                                       | Сентаро Такікава        |
| 1940 |                                        | Ôhinata-mura                                     |                         |
| 1941 | Сорок сім вірних васалів епохи Генроку | Genroku Chûshingura                              | Кураносуке Ооїші        |
| 1944 | Мусасі Міямото                         | Miyamoto Musashi                                 | Мусасі Міямото          |
| 1951 | А все-таки ми живемо!                  | Dokkoi ikiteru                                   | Сюдзо Морі              |
| 1951 | Буря в горах Хаконе                    | Hakone fûunroku                                  | Томоно Йоемона          |
| 1955 | Красуня і дракон                       | Bijo to kairyu                                   |                         |
| 1963 | Поєдинок крові і піску                 | Chi to suna no kettô                             |                         |